# A Manchester City FC 1998–1999-es szezonja
A Manchester City az 1998–1999-es szezonban a harmadosztályú bajnokságban a harmadik helyen végzett, a rájátszást drámai körülmények között megnyerte a Gillingham ellen, először 0–2-ről egyenlített a 90. perc után Kevin Horlock és Paul Dickov góljaival, majd a büntetőpárbajt 3–1-re nyerték, így egy év után rögtön visszajutottak a másodosztályba. Érdekesség, hogy 4 nappal a mérkőzés előtt az ősi rivális Manchester United is az utolsó pillanatban fordított és nyerte meg a Bajnokok Ligája-döntőt.

## Mezek
| Hazai | Vendég |

## Játékosok
| # |                | Poszt | Név                 |
| - | -------------- | ----- | ------------------- |
|   | Anglia         | K     | Nicky Weaver        |
|   | Észak-Írország | K     | Tommy Wright        |
|   | Anglia         | V     | Lee Crooks          |
|   | Anglia         | V     | Richard Edghill     |
|   | Anglia         | V     | Nick Fenton         |
|   | Anglia         | V     | Richard Jobson      |
|   | Skócia         | V     | Andy Morrison       |
|   | Grúzia         | V     | Murtaz Shelia       |
|   | Ausztrália     | V     | Danny Tiatto        |
|   | Grúzia         | V     | Kakhaber Tskhadadze |
|   | Anglia         | V     | Tony Vaughan        |
|   | Hollandia      | V     | Gerard Wiekens      |
|   | Anglia         | KP    | Ian Bishop          |
|   | Anglia         | KP    | Michael Brown       |
|   | Anglia         | KP    | Terry Cooke         |

| # |                | Poszt | Név             |
| - | -------------- | ----- | --------------- |
|   | Anglia         | KP    | Neil Heaney     |
|   | Skócia         | KP    | Gary Mason      |
|   | Skócia         | KP    | Jamie Pollock   |
|   | Észak-Írország | KP    | Jeff Whitley    |
|   | Észak-Írország | KP    | Jim Whitley     |
|   | Észak-Írország | KP    | Kevin Horlock   |
|   | Ausztrália     | CS    | Daniel Allsopp  |
|   | Anglia         | CS    | Lee Bradbury    |
|   | Anglia         | CS    | Michael Branch  |
|   | Skócia         | CS    | Paul Dickov     |
|   | Bermuda        | CS    | Shaun Goater    |
|   | Anglia         | CS    | Chris Greenacre |
|   | Anglia         | CS    | Mark Robins     |
|   | Anglia         | CS    | Craig Russell   |
|   | Wales          | CS    | Gareth Taylor   |

## Felkészülési mérkőzések
| Dátum                                   | Ellenfél            | O / I | Eredmény LG – KG | Gólszerzők                                           |
| --------------------------------------- | ------------------- | ----- | ---------------- | ---------------------------------------------------- |
| 1998. július 11.                        | Torpoint Athletic   | I     | 3 – 1            | Bailey (2), Bradbury                                 |
| 1998. július 14.                        | Newquay             | I     | 6 – 0            | Pollock, Tiatto, Kelly (11-es), Brown, Allsop, Mason |
| 1998. július 18.                        | Sunderland          | O     | 0 – 0            |                                                      |
| 1998. július 23.                        | Sheffield Wednesday | O     | 0 – 0            |                                                      |
| 1998. július 27.                        | Scarborough         | I     | 4 – 1            | Goater (2), Bradbury, Horlock                        |
| 1998. július 30.                        | Cardiff City        | O     | 0 – 0            |                                                      |
| 1998. augusztus 1. Bill Shankley Shield | Preston North End   | I     | 3 – 2            | Goater, Edghill, Tskhadadze                          |
| 1998. augusztus 2. Bill Shankley Shield | Tranmere Rovers     | I     | 2 – 2 b: 2 – 4   | öngól, Goater                                        |

## Second Divison
| 1998. augusztus 8. |

| Manchester City                        | 3 – 0               | Blackpool |
| -------------------------------------- | ------------------- | --------- |
| Goater 26' Bradbury 62' Tskhadadze 76' | (1 – 0) Jegyzőkönyv |           |

| Maine Road, Manchester Nézőszám: 32 134 |

| 1998. augusztus 14. |

| Fulham                        | 3 – 0               | Manchester City |
| ----------------------------- | ------------------- | --------------- |
| Beardsley 21' Lehmann 32' 38' | (3 – 0) Jegyzőkönyv |                 |

| Craven Cottage, London Nézőszám: 14 284 |

| 1998. augusztus 22. |

| Manchester City | 0 – 0               | Wrexham |
| --------------- | ------------------- | ------- |
|                 | (0 – 0) Jegyzőkönyv |         |

| Maine Road, Manchester Nézőszám: 27 677 |

| 1998. augusztus 29. |

| Notts County          | 1 – 1               | Manchester City |
| --------------------- | ------------------- | --------------- |
| Hendon 71' (11-esből) | (0 – 0) Jegyzőkönyv | 90+4' Goater    |

| Meadow Line, Nottingham Nézőszám: 10 316 |

| 1998. szeptember 2. |

| Manchester City           | 3 – 1               | Walsall     |
| ------------------------- | ------------------- | ----------- |
| Goater 30' 71' Dickov 74' | (1 – 0) Jegyzőkönyv | 79' Rammell |

| Maine Road, Manchester Nézőszám: 24 291 |

| 1998. szeptember 8. |

| Manchester City        | 2 – 1               | Bournemouth  |
| ---------------------- | ------------------- | ------------ |
| Allsopp 25' Dickov 64' | (1 – 0) Jegyzőkönyv | 48' Fletcher |

| Maine Road, Manchester Nézőszám: 26 696 |

| 1998. szeptember 12. |

| Macclesfield Town | 0 – 1               | Manchester City |
| ----------------- | ------------------- | --------------- |
|                   | (0 – 0) Jegyzőkönyv | 86' Goater      |

| Moss Rose, Macclesfield Nézőszám: 6 381 |

| 1998. szeptember 19. |

| Manchester City | 1 – 1               | Chesterfield |
| --------------- | ------------------- | ------------ |
| Bradbury 36'    | (1 – 1) Jegyzőkönyv | 28' Reeves   |

| Maine Road, Manchester Nézőszám: 27 500 |

| 1998. szeptember 26. |

| Northampton Town      | 2 – 2               | Manchester City       |
| --------------------- | ------------------- | --------------------- |
| Peer 30' Corazzin 64' | (1 – 0) Jegyzőkönyv | 54' Dickov 88' Goater |

| Sixfields Stadium, Northampton Nézőszám: 7 557 |

| 1998. szeptember 29. |

| Millwall   | 1 – 1               | Manchester City |
| ---------- | ------------------- | --------------- |
| Harris 46' | (0 – 0) Jegyzőkönyv | 90' Bradbury    |

| The Den, London Nézőszám: 12 726 |

| 1998. október 3. |

| Manchester City       | 2 – 2               | Burnley              |
| --------------------- | ------------------- | -------------------- |
| Goater 8' Allsopp 85' | (1 – 1) Jegyzőkönyv | 34' Payton 54' Cooke |

| Maine Road, Manchester Nézőszám: 30 722 |

| 1998. október 12. |

| Manchester City | 0 – 1               | Preston North End        |
| --------------- | ------------------- | ------------------------ |
|                 | (0 – 0) Jegyzőkönyv | 71' (11-esből) Parkinson |

| Maine Road, Manchester Nézőszám: 28 779 |

| 1998. október 17. |

| Wigan Athletic | 0 – 1               | Manchester City |
| -------------- | ------------------- | --------------- |
|                | (0 – 0) Jegyzőkönyv | 56' Goater      |

| Springfield Park, Wigan Nézőszám: 6 700 |

| 1998. október 20. |

| Lincoln City            | 2 – 1               | Manchester City |
| ----------------------- | ------------------- | --------------- |
| Battersby 4' Austin 33' | (2 – 0) Jegyzőkönyv | 83' Holmes      |

| Sincil Bank, Lincoln Nézőszám: 7 338 |

| 1998. október 24. |

| Manchester City | 0 – 1               | Reading      |
| --------------- | ------------------- | ------------ |
|                 | (0 – 0) Jegyzőkönyv | 56' Williams |

| Maine Road, Manchester Nézőszám: 24 365 |

| 1998. október 31. |

| Manchester City                     | 2 – 1               | Colchester United |
| ----------------------------------- | ------------------- | ----------------- |
| Horlock 49' (11-esből) Morrison 53' | (0 – 0) Jegyzőkönyv | 58' Dozzell       |

| Maine Road, Manchester Nézőszám: 24 820 |

| 1998. november 7. |

| Oldham Athletic | 0 – 3               | Manchester City              |
| --------------- | ------------------- | ---------------------------- |
|                 | (0 – 2) Jegyzőkönyv | 17' 31' Horlock 69' Morrison |

| Boundary Park, Oldham Nézőszám: 12 976 |

| 1998. november 10. |

| Wycombe Wanderers | 1 – 0               | Manchester City |
| ----------------- | ------------------- | --------------- |
| Simpson 34'       | (1 – 0) Jegyzőkönyv |                 |

| Adams Park, High Wycombe Nézőszám: 8 129 |

| 1998. november 21. |

| Manchester City | 0 – 0               | Gillingham |
| --------------- | ------------------- | ---------- |
|                 | (0 – 0) Jegyzőkönyv |            |

| Maine Road, Manchester Nézőszám: 26 529 |

| 1998. november 28. |

| Luton Town  | 1 – 1               | Manchester City |
| ----------- | ------------------- | --------------- |
| Doherty 76' | (0 – 1) Jegyzőkönyv | 29' Morrison    |

| Kenilworth Road, Luton Nézőszám: 9 070 |

| 1998. december 12. |

| Manchester City | 0 – 0               | Bristol Rovers |
| --------------- | ------------------- | -------------- |
|                 | (0 – 0) Jegyzőkönyv |                |

| Maine Road, Manchester Nézőszám: 24 976 |

| 1998. december 19. |

| York City              | 2 – 1               | Manchester City |
| ---------------------- | ------------------- | --------------- |
| Connelly 2' Dawson 86' | (1 – 1) Jegyzőkönyv | 33' Russell     |

| Bootham Crescent, York Nézőszám: 7 527 |

| 1998. december 26. |

| Wrexham | 0 – 1               | Manchester City |
| ------- | ------------------- | --------------- |
|         | (0 – 0) Jegyzőkönyv | 56' Horlock     |

| Racecourse Ground, Wrexham Nézőszám: 9 048 |

| 1998. december 28. |

| Manchester City       | 2 – 1               | Stoke City     |
| --------------------- | ------------------- | -------------- |
| Dickov 67' Taylor 85' | (0 – 1) Jegyzőkönyv | 31' Sigurðsson |

| Maine Road, Manchester Nézőszám: 30 478 |

| 1999. január 9. |

| Blackpool | 0 – 0               | Manchester City |
| --------- | ------------------- | --------------- |
|           | (0 – 0) Jegyzőkönyv |                 |

| Bloomfield Road, Blackpool Nézőszám: 9 752 |

| 1999. január 16. |

| Manchester City                   | 3 – 0               | Fulham |
| --------------------------------- | ------------------- | ------ |
| Goater 24' Taylor 32' Horlock 54' | (2 – 0) Jegyzőkönyv |        |

| Maine Road, Manchester Nézőszám: 30 251 |

| 1999. január 23. |

| Walsall    | 1 – 1               | Manchester City |
| ---------- | ------------------- | --------------- |
| Watson 67' | (0 – 0) Jegyzőkönyv | 74' Pollock     |

| Bescot Stadium, Walsall Nézőszám: 9 517 |

| 1999. január 29. |

| Stoke City | 0 – 1               | Manchester City |
| ---------- | ------------------- | --------------- |
|            | (0 – 1) Jegyzőkönyv | 20' Wiekens     |

| Britannia Stadium, Stoke-on-Trent Nézőszám: 13 679 |

| 1999. február 6. |

| Manchester City                  | 3 – 0               | Millwall |
| -------------------------------- | ------------------- | -------- |
| Dickov 61' Cooke 71' Horlock 75' | (0 – 0) Jegyzőkönyv |          |

| Maine Road, Manchester Nézőszám: 29 862 |

| 1999. február 13. |

| Bournemouth | 0 – 0               | Manchester City |
| ----------- | ------------------- | --------------- |
|             | (0 – 0) Jegyzőkönyv |                 |

| Dean Court, Bournemouth Nézőszám: 10 964 |

| 1999. február 20. |

| Manchester City       | 2 – 0               | Macclesfield Town |
| --------------------- | ------------------- | ----------------- |
| Goater 14' Taylor 67' | (1 – 0) Jegyzőkönyv |                   |

| Maine Road, Manchester Nézőszám: 31 086 |

| 1999. február 27. |

| Chesterfield | 1 – 1               | Manchester City |
| ------------ | ------------------- | --------------- |
| Reeves 32'   | (1 – 0) Jegyzőkönyv | 51' Crooks      |

| Saltergate, Chesterfield Nézőszám: 8 245 |

| 1999. március 6. |

| Manchester City | 0 – 0               | Northampton Town |
| --------------- | ------------------- | ---------------- |
|                 | (0 – 0) Jegyzőkönyv |                  |

| Maine Road, Manchester Nézőszám: 27 999 |

| 1999. március 9. |

| Burnley | 0 – 6               | Manchester City                                         |
| ------- | ------------------- | ------------------------------------------------------- |
|         | (0 – 2) Jegyzőkönyv | 17' Horlock 41' Morrison 50' 59' 65' Goater 82' Allsopp |

| Turf Moor, Burnley Nézőszám: 17 251 |

| 1999. március 13. |

| Manchester City | 1 – 2               | Oldham Athletic                 |
| --------------- | ------------------- | ------------------------------- |
| Taylor 79'      | (0 – 1) Jegyzőkönyv | 27' (11-esből) Reid 56' Duxbury |

| Maine Road, Manchester Nézőszám: 30 321 |

| 1999. március 16. |

| Manchester City     | 2 – 1               | Notts County |
| ------------------- | ------------------- | ------------ |
| Brown 16' Cooke 40' | (2 – 0) Jegyzőkönyv | 72' Stallard |

| Maine Road, Manchester Nézőszám: 26 502 |

| 1999. március 20. |

| Colchester United | 0 – 1               | Manchester City |
| ----------------- | ------------------- | --------------- |
|                   | (0 – 0) Jegyzőkönyv | 55' Goater      |

| Layer Road, Colchester Nézőszám: 6 554 |

| 1999. március 27. |

| Reading   | 1 – 3               | Manchester City          |
| --------- | ------------------- | ------------------------ |
| Scott 90' | (0 – 1) Jegyzőkönyv | 31' 62' Cooke 54' Goater |

| Madejski Stadium, Reading Nézőszám: 20 055 |

| 1999. április 3. |

| Manchester City | 1 – 0               | Wigan Athletic |
| --------------- | ------------------- | -------------- |
| Cooke 52'       | (0 – 0) Jegyzőkönyv |                |

| Maine Road, Manchester Nézőszám: 31 058 |

| 1999. április 5. |

| Preston North End | 1 – 1               | Manchester City |
| ----------------- | ------------------- | --------------- |
| Basham 1'         | (1 – 1) Jegyzőkönyv | 22' Brown       |

| Deepdale, Preston Nézőszám: 20 857 |

| 1999. április 10. |

| Manchester City                | 4 – 0               | Lincoln City |
| ------------------------------ | ------------------- | ------------ |
| Dickov 34' 45' 48' Horlock 63' | (2 – 0) Jegyzőkönyv |              |

| Maine Road, Manchester Nézőszám: 26 298 |

| 1999. április 14. |

| Manchester City       | 2 – 0               | Luton Town |
| --------------------- | ------------------- | ---------- |
| Dickov 4' Vaughan 10' | (2 – 0) Jegyzőkönyv |            |

| Maine Road, Manchester Nézőszám: 26 130 |

| 1999. április 17. |

| Gillingham | 0 – 2               | Manchester City       |
| ---------- | ------------------- | --------------------- |
|            | (0 – 1) Jegyzőkönyv | 31' Cooke 64' Horlock |

| Priestfield Stadium, Gillingham Nézőszám: 10 400 |

| 1999. április 24. |

| Manchester City | 1 – 2               | Wycombe Wanderers    |
| --------------- | ------------------- | -------------------- |
| Goater 45'      | (1 – 2) Jegyzőkönyv | 15' Baird 30' Devine |

| Maine Road, Manchester Nézőszám: 29 337 |

| 1999. május 1. |

| Bristol Rovers                     | 2 – 2               | Manchester City      |
| ---------------------------------- | ------------------- | -------------------- |
| Roberts 83' Cureton 88' (11-esből) | (0 – 2) Jegyzőkönyv | 27' Goater 42' Cooke |

| Memorial Stadium, Bristol Nézőszám: 8 033 |

| 1999. május 8. |

| Manchester City                                | 4 – 0               | York City |
| ---------------------------------------------- | ------------------- | --------- |
| Dickov 23' Horlock 76' Whitley 84' Allsopp 88' | (1 – 0) Jegyzőkönyv |           |

| Maine Road, Manchester Nézőszám: 32 471 |

### Rájátszás
Elődöntő
| 1999. május 15. |

| Wigan Athletic | 1 – 1               | Manchester City |
| -------------- | ------------------- | --------------- |
| Barlow 1'      | (1 – 0) Jegyzőkönyv | 76' Dickov      |

| Springfield Park, Wigan Nézőszám: 6 762 |

| 1999. május 18. |

| Manchester City | 1 – 0               | Wigan Athletic |
| --------------- | ------------------- | -------------- |
| Goater 27'      | (1 – 0) Jegyzőkönyv |                |

| Maine Road, Manchester Nézőszám: 31 305 |

Döntő
| 1999. május 30. |

| Manchester City              | 2 – 2                         | Gillingham                  |
| ---------------------------- | ----------------------------- | --------------------------- |
| Horlock 90' Dickov 90+5'     | (0 – 0, 2 – 2) ] Jegyzőkönyv] | 81' Asaba 87' Taylor        |
| Büntetőpárbaj                |                               |                             |
| Horlock Dickov Cooke Edghill | 3 – 1                         | Smith Pennock Hodge Butters |

| Wembley, London Nézőszám: 76 935 Játékvezető: Mark Halsey |

### Tabella
| #   | Csapat              | M  | GY | D  | V  | G+ – G– | GK  | P   | Megjegyzések   |
| --- | ------------------- | -- | -- | -- | -- | ------- | --- | --- | -------------- |
| 1.  | Fulham (F)          | 46 | 31 | 8  | 7  | 79–32   | +47 | 101 | First Division |
| 2.  | Walsall (F)         | 46 | 26 | 9  | 11 | 63–47   | +16 | 87  | First Division |
| 3.  | Manchester City (R) | 46 | 22 | 16 | 8  | 69–33   | +36 | 82  | First Division |
| 4.  | Gillingham          | 46 | 22 | 14 | 10 | 75–44   | +31 | 80  |                |
| 5.  | Preston North End   | 46 | 22 | 13 | 11 | 78–50   | +28 | 79  |                |
| 6.  | Wigan Athletic      | 46 | 22 | 10 | 14 | 75–48   | +27 | 76  |                |
| 7.  | Bournemouth         | 46 | 21 | 13 | 12 | 63–41   | +22 | 76  |                |
| 8.  | Stoke City          | 46 | 21 | 6  | 19 | 59–63   | −4  | 69  |                |
| 9.  | Chesterfield        | 46 | 17 | 13 | 16 | 46–44   | +2  | 64  |                |
| 10. | Millwall            | 46 | 17 | 11 | 18 | 52–59   | −7  | 62  |                |
| 11. | Reading             | 46 | 16 | 13 | 17 | 54–63   | −9  | 61  |                |
| 12. | Luton Town          | 46 | 16 | 10 | 20 | 51–60   | −9  | 58  |                |
| 13. | Bristol Rovers      | 46 | 13 | 17 | 16 | 65–56   | +9  | 56  |                |
| 14. | Blackpool           | 46 | 14 | 14 | 18 | 44–54   | −10 | 56  |                |
| 15. | Burnley             | 46 | 13 | 16 | 17 | 54–73   | −19 | 55  |                |
| 16. | Notts County        | 46 | 14 | 12 | 20 | 52–61   | −9  | 54  |                |
| 17. | Wrexham             | 46 | 13 | 14 | 19 | 43–62   | −19 | 53  |                |
| 18. | Colchester United   | 46 | 12 | 16 | 18 | 52–70   | −18 | 52  |                |
| 19. | Wycombe Wanderers   | 46 | 13 | 12 | 21 | 52–58   | −6  | 51  |                |
| 20. | Oldham Athletic     | 46 | 14 | 9  | 23 | 48–66   | −18 | 51  |                |
| 21. | York City           | 46 | 13 | 11 | 22 | 56–80   | −24 | 50  | Third Division |
| 22. | Northampton Town    | 46 | 10 | 18 | 18 | 43–57   | −14 | 48  | Third Division |
| 23. | Lincoln City        | 46 | 13 | 7  | 26 | 42–74   | −32 | 46  | Third Division |
| 24. | Macclesfield Town   | 46 | 11 | 10 | 25 | 43–63   | −20 | 43  | Third Division |

Utolsó frissítés: 2013. augusztus 3. 
Forrás: enwiki 
A rangsorolás alapszabályai: 1. összpontszám, 2. egymás elleni eredmények összpontszáma, 3. gólkülönbség, 4. szerzett gólok száma.
(B): Bajnokcsapat, (K): Kieső csapat, (F): Feljutó csapat, (I): Kupainduló, (R): A rájátszás győztese, (KGY): Kupagyőztes

## FA-kupa
Első kör
| 1998. november 13. |

| Manchester City           | 3 – 0               | Halifax Town |
| ------------------------- | ------------------- | ------------ |
| Russell 7' 35' Goater 65' | (2 – 0) Jegyzőkönyv |              |

| Maine Road, Manchester Nézőszám: 11 106 |

Második kör
| 1998. december 4. |

| Darlington | 1 – 1 | Manchester City |
| ---------- | ----- | --------------- |
| Gól        |       | 77' Dickov      |

| Feethams, Darlington Nézőszám: 7 250 |

| 1998. december 15. |

| Manchester City | 1 – 0 (h. u.)              | Darlington |
| --------------- | -------------------------- | ---------- |
| Brown 108'      | (0 – 0, 0 – 0) Jegyzőkönyv |            |

| Maine Road, Manchester Nézőszám: 8 595 |

Harmadik kör
| 1999. január 2. |

| Wimbledon | 1 – 0               | Manchester City |
| --------- | ------------------- | --------------- |
| Court 62' | (0 – 0) Jegyzőkönyv |                 |

| Selhurst Park, London Nézőszám: 11 226 |

## Ligakupa
Első kör
| 1998. augusztus 11. |

| Notts County | 0 – 2               | Manchester City              |
| ------------ | ------------------- | ---------------------------- |
|              | (0 – 0) Jegyzőkönyv | 72' Tskhadadze 90+2' Allsopp |

| Meadow Lane, Nottingham Nézőszám: 5 795 |

| 1998. augusztus 19. |

| Manchester City                                                 | 7 – 1               | Notts County |
| --------------------------------------------------------------- | ------------------- | ------------ |
| Mason 6' Dickov 16' 57' Bradbury 21' Goater 38' 90' Whitley 68' | (4 – 0) Jegyzőkönyv | 86' Torpey   |

| Maine Road, Manchester Nézőszám: 10 063 |

Továbbjutott a Manchester City 9–1-es összesítéssel.
Második kör
| 1998. szeptember 16. |

| Derby County | 1 – 1               | Manchester City |
| ------------ | ------------------- | --------------- |
| Delap 9'     | (1 – 1) Jegyzőkönyv | 27' Tiatto      |

| Pride Park, Derby Nézőszám: 22 986 |

| 1998. szeptember 23. |

| Manchester City | 0 – 1               | Derby County |
| --------------- | ------------------- | ------------ |
|                 | (0 – 1) Jegyzőkönyv | 28' Wanchope |

| Maine Road, Manchester Nézőszám: 19 622 |

Továbbjutott a Derby County 2–1-es összesítéssel.

## Football League Trophy
Első kör
| 1998. december 8. |

| Manchester City | 1 – 2 | Mansfield Town |
| --------------- | ----- | -------------- |
| Allsopp 74'     |       | Gól · Gól      |

| Maine Road, Manchester Nézőszám: 3 007 |

## Góllövőlista
| #   | Név                 | Bajnokság | FA-kupa | Ligakupa | League Trophy | Összesen |
| --- | ------------------- | --------- | ------- | -------- | ------------- | -------- |
| 1.  | Shaun Goater        | 18        | 2       | 1        | 0             | 21       |
| 2.  | Paul Dickov         | 12        | 2       | 1        | 0             | 15       |
| 3.  | Kevin Horlock       | 10        | 0       | 0        | 0             | 10       |
| 4.  | Terry Cooke         | 7         | 0       | 0        | 0             | 7        |
| 5.  | Daniel Allsopp      | 4         | 1       | 0        | 1             | 6        |
| 6.  | Andy Morrison       | 4         | 0       | 0        | 0             | 4        |
| 6.  | Gareth Taylor       | 4         | 0       | 0        | 0             | 4        |
| 8.  | Lee Bradbury        | 3         | 1       | 0        | 0             | 4        |
| 9.  | Michael Brown       | 2         | 0       | 1        | 0             | 3        |
| 10. | Craig Russell       | 1         | 0       | 2        | 0             | 3        |
| 11. | Gerard Wiekens      | 2         | 0       | 0        | 0             | 2        |
| 12. | Kakhaber Tskhadadze | 1         | 1       | 0        | 0             | 2        |
| 13. | Jamie Pollock       | 1         | 0       | 0        | 0             | 1        |
| 13. | Lee Crooks          | 1         | 0       | 0        | 0             | 1        |
| 13. | Tony Vaughan        | 1         | 0       | 0        | 0             | 1        |
| 13. | Jeff Whitley        | 1         | 0       | 0        | 0             | 1        |
| 17. | Gary Mason          | 0         | 1       | 0        | 0             | 1        |
| 17. | Jim Whitley         | 0         | 1       | 0        | 0             | 1        |
| 17. | Danny Tiatto        | 0         | 1       | 0        | 0             | 1        |
| 20. | öngól               | 1         | 0       | 0        | 0             | 1        |
|     | Összesen            | 73        | 10      | 5        | 1             | 89       |

## Fordítás
- Ez a szócikk részben vagy egészben  a   Manchester City w sezonie 1998/1999 című lengyel Wikipédia-szócikk fordításán alapul.  Az eredeti cikk szerkesztőit annak laptörténete sorolja fel. Ez a jelzés csupán a megfogalmazás eredetét és a szerzői jogokat jelzi, nem szolgál a cikkben szereplő információk forrásmegjelöléseként.